# Isaac Beeckman
Isaac Beeckman (10 de diciembre de 1588-19 de mayo de 1637) fue un filósofo y científico neerlandés, quien, a través de sus estudios y debido a la relación que mantuvo con algunos de los principales filósofos naturales de su época, pudo haber "dado a luz virtualmente al atomismo moderno".

## Semblanza
Beeckman nació en Middelburg, Provincia de Zelanda, en el seno de una familia de fuertes convicciones calvinistas, que había huido de los Países Bajos meridionales, controlados por los españoles unos años antes. Tuvo una sólida educación temprana en su ciudad natal y pasó a estudiar teología, literatura y matemáticas en Leiden. A su regreso a Middelburg, no pudo encontrar un puesto como religioso, debido a las ideas encontradas de su padre y de la iglesia local, y decidió seguir a su padre en el negocio de la fabricación de velas, estableciendo su propia empresa en Zierikzee. Mientras trataba de mejorar el proceso de fabricación de velas, también se involucró en otros proyectos, como la creación de conductos de agua y la realización de observaciones meteorológicas. En 1616 vendió el negocio a su aprendiz y pasó a estudiar medicina en Caen, donde se graduó en 1618. A su regreso, se convirtió en asistente del rector en Utrecht. En abril de 1620 se casó con Cateline de Cerf, a quien conocía de Middelburg, y con quien tendría siete hijos. De 1620 a 1627 enseñó en la Escuela de latinidad en Róterdam, donde fundó un "Collegium Mechanicum" o Colegio Técnico. Desde 1627 hasta su muerte a los 48 años fue rector de la escuela de latín en Dordrecht.

## Profesores, alumnos y Descartes
Los maestros más influyentes de Beeckman en Leiden probablemente fueron Snellius y Simon Stevin. Él mismo fue profesor de Johan de Witt y profesor y amigo de René Descartes. Beeckman había conocido al joven Descartes en noviembre de 1618 en Breda, donde Beeckman vivía entonces y Descartes estaba acuartelado como soldado. Se dice que se conocieron cuando ambos estaban mirando un cartel que se instaló en el mercado de Breda, detallando un problema matemático por resolver, y Descartes le pidió a Beeckman que tradujera el problema del holandés al francés. En sus siguientes reuniones, Beeckman interesó a Descartes por su enfoque corpuscular de la teoría mecánica y lo convenció de que dedicara sus estudios a un enfoque matemático de la naturaleza. En 1619, Descartes le dedicó uno de sus primeros tractati, el Compendium Musicae. Cuando Descartes regresó a la República Holandesa en el otoño de 1628, Beeckman también le presentó muchas de las ideas de Galileo Galilei. En 1629 se pelearon por una disputa sobre si Beeckman había ayudado a Descartes con algunos de sus descubrimientos matemáticos. En octubre de 1630, Descartes escribió una carta larga e intimidadora, aparentemente con la intención de aplastar psicológicamente a Beeckman, en la que declaraba que nunca había sido influido por su antiguo amigo. Sin embargo, y a pesar de algunas otras disputas similares, permanecieron en contacto hasta la muerte de Beeckman en 1637.

## Trabajo y legado

Cuerda vibrante en modo fundamental, con tres longitudes diferentes

Beeckman no publicó sus ideas, pero había influido en muchos científicos de su tiempo. Desde el comienzo de sus estudios mantuvo un extenso diario ("Journaal" en holandés), del que su hermano publicó algunas de sus observaciones en 1644. Sin embargo, esto pasó básicamente desapercibido. El alcance de las ideas de Beeckman no cobró vida hasta que el historiador de la ciencia Cornelis de Waard redescubrió el "Journaal" en 1905 y lo publicó en volúmenes entre 1939 y 1953.
- Rechazando a Aristóteles, Beeckman desarrolló, independientemente de Sébastien Basson, el concepto de que la materia se compone de átomos.
- Se menciona a Beeckman como una de las primeras personas en describir correctamente el concepto de inercia, aunque asumió que se conserva una velocidad circular constante.
- Beeckman había demostrado que la frecuencia fundamental de una cuerda vibrante es proporcional al recíproco de la longitud de la cuerda.
- En el análisis del funcionamiento de una bomba hidráulica teorizó correctamente que la presión del aire es la causa de la ascensión del líquido, y no la entonces popular teoría del horror vacui.

En su época, fue considerado uno de los hombres más cultos de Europa. Por ejemplo, había impresionado profundamente a Marin Mersenne, a pesar de sus opiniones religiosas opuestas, y posiblemente convirtió a la filosofía atomista de Epicuro a Gassendi. Este último llegó a afirmar en una carta de 1629 a Peiresc, que Beeckman era el filósofo más grande que había conocido.